# Euphorbia kaokoensis
Euphorbia kaokoensis är en törelväxtart som först beskrevs av A.C.White, R.A.Dyer och Boyd Lincoln Sloane, och fick sitt nu gällande namn av Leslie Larry Charles Leach. Euphorbia kaokoensis ingår i släktet törlar, och familjen törelväxter. IUCN kategoriserar arten globalt som livskraftig. Inga underarter finns listade i Catalogue of Life.